# ایزولا دلاسکالا
ایزولا دلاسکالا (به ایتالیایی: Isola della Scala) یک کومونه در ایتالیا است که در استان ورونا واقع شده‌است. ایزولا دلاسکالا ۶۹٫۹ کیلومتر مربع مساحت و ۱۱٬۵۷۷ نفر جمعیت دارد و ۳۱ متر بالاتر از سطح دریا واقع شده‌است.

## خواهرخوانده
شهرهای بودنهایم و اوبون خواهرخوانده‌های ایزولا دلاسکالا هستند.